# Список пусковых участков и новых станций Бакинского метрополитена

В этом списке приводятся все пусковые участки новых перегонов и новых станций Бакинского метрополитена. Указаны только построенные участки, без строящихся и проектируемых. Названия станций приводятся по состоянию на день открытия станции.
| Линия | Участок                            | Дата             | Станций | Длина (км) | Станций всего | Длина всего | Примечания |
| ----- | ---------------------------------- | ---------------- | ------- | ---------- | ------------- | ----------- | --- |
| 1     | Бакы Совети — Нариман Нариманов    | 6 ноября 1967    | 4       | 6,3        | 4             | 6,3         | |
| 2     | 28 Апреля» — «Шаумян               | 22 февраля 1968  | 2       | 2          | 6             | 8,3         | «28 Апреля» — общая станция для обеих линий с вилочным движением |
| 1     | Нариман Нариманов — Улдуз          | 5 мая 1970       | 1       | 2,2        | 7             | 10,5        | образовано вилочное движение |
| 1     | Нариман Нариманов — Платформа Депо | 25 сентября 1970 | 1       | 1,4        | 8             | 11,9        | |
| 1     | Улдуз — Нефтчиляр                  | 7 ноября 1972    | 3       | 4,9        | 11            | 16,8        | |
| 2     | 28 Апреля — Низами Гянджеви        | 31 декабря 1976  | 1       | 1,5        | 12            | 18,3        | трёхмаршрутное вилочное движение в узле «28 Апреля» |
| 2     | Низами Гянджеви — Мемар Аджеми     | 31 декабря 1985  | 4       | 5,6        | 16            | 23,9        | |
| 1     | Нефтчиляр — Ахмедлы                | 28 апреля 1989   | 2       | 3          | 18            | 26,9        | |
| 2     | Джафар Джаббарлы                   | 27 декабря 1993  | 1       | 0          | 19            | 26,9        | передача участка «28 Мая» — «Мемар Аджеми» первой линии; линия 2 превращается в единственный однопутный перегон «Джафар Джаббарлы» — «Шах Исмаил Хатаи» (с 17 декабря 2008 — двухпутный) |
| 1     | Ахмедлы — Ази Асланов              | 10 декабря 2002  | 1       | 1,4        | 20            | 28,3        | |
| 2     | Мемар Аджеми — Насими              | 9 октября 2008   | 1       | 1,9        | 21            | 30,2        | |
| 2     | Насими — Азадлыг проспекти         | 30 декабря 2009  | 1       | 1,3        | 22            | 31,5        | |
| 2     | Азадлыг проспекти — Дарнагюль      | 29 июня 2011     | 1       | 1,6        | 23            | 33,1        | |
| 3     | Мемар Аджеми-2 — Автовокзал        | 19 апреля 2016   | 2       | 2,2        | 25            | 35,3        | |
| 3     | Мемар Аджеми-2 — 8 ноября          | 31 мая 2021      | 1       | 1,6        | 26            | 36,9        | |
| 3     | Автовокзал — Ходжасан              | 23 декабря 2022  | 1       |            | 27            | 40,7        | |